# 蛇目菊
蛇目菊（学名：Sanvitalia procumbens）为菊科蛇目菊属的植物，原产北美（美国：得克萨斯州；墨西哥： 奇瓦瓦州、科阿韦拉州、杜兰戈、新莱昂州、圣路易斯波托西、塔毛利帕斯州、萨卡特卡斯、阿瓜斯卡连特斯、恰帕斯、联邦区、瓜纳华托、格雷罗、伊达尔戈、哈利斯科、莫雷洛斯州、瓦哈卡、普埃布拉、克雷塔罗、特拉斯卡拉、韦拉克鲁斯、尤卡坦）、南美（哥斯达黎加、危地马拉），归化于美国加利福尼亚州。普遍栽培。
常误作两色金鸡菊（学名：Coreopsis tinctoria），主要区别为两色金鸡菊花瓣（舌状花）基部三分之一为紫红色，叶二回羽状裂，蛇目菊花瓣（舌状花）完全黄色，单叶不裂。
种名procumbens意为平卧的。